# Marc Wohlrabe
Marc Wohlrabe (* 1972 in West-Berlin) ist ein deutscher Verleger und Nachtleben-Lobbyist.

## Leben
Marc Wohlrabe ist der Sohn des CDU-Politikers Jürgen Wohlrabe.
Von 1992 bis 1995 absolvierte er beim Axel-Springer-Verlag eine Ausbildung zum Verlagskaufmann. Noch vor Abschluss seiner Ausbildung gründete er 1994 mit drei Partnern den Zeitbank Verlag, in dem er bis 2003 als Herausgeber und Geschäftsführer das monatliche Nachtleben-Stadtmagazin FLYER herausgab, das insbesondere auf elektronische Musik- und Clubkultur ausgerichtet war. Im FLYER erschienen insbesondere ein kuratierter Kalender mit ausgesuchten Veranstaltungshinweisen, sowie Musikkritiken, Interviews, Filmbesprechungen, Kulturnachrichten und Szene- und Festivalberichte. Ausgaben des FLYER wurden in Berlin (zweiwöchentlich, Erstausgabe im November 1994), Hamburg, Frankfurt am Main, Köln/NRW, Leipzig und München und ab 1998 mit eigenständigen Tochterfirmen und Büros auch in New York, San Francisco und Tokio verlegt. Die Auflage erreichte zu Hochzeiten 400.000 Hefte monatlich, die an über 4500 Szene-Vertriebsorten verteilt wurden. Seit 1995 erschien jährlich eine Ausgabe im Juli zur Berliner Loveparade.
Parallel arbeitete Wohlrabe seit 1989 im Familienunternehmen Jugendfilm-Filmverleih, das 1934 von seinem Urgroßvater Willy Wohlrabe gegründet worden war. Nach dem Tod seines Vaters Jürgen Wohlrabe übernahm Marc Wohlrabe 1995 das Familienunternehmen in der vierten Generation. 1999 zog er sich aus dem Filmverleihgeschäft zurück.
Im Jahr 1995 gründete er sein Beratungsunternehmen Steinland Consult.
Marc Wohlrabe ist Mitglied in der Berliner Clubcommission, dem Verband der Berliner Club-, OpenAir-, Festival- und Kultureventveranstalter. 1999 war er einer der Mitbegründer des Verbands, und von 2000 bis 2003 im Vorstand aktiv als erster Pressesprecher. Von 2012 bis 2020 war er erneut Mitglied im erweiterten Vorstand mit den Schwerpunkten Politik, Safer Nightlife, Schall/ 'Lärmschutz' („Music is not Noise“) und Stadtentwicklung. Von 2016 bis 2020 war er für Deutschland Mitglied im Vorstand des Europäischen Verbands für Clubs, Festivals und Musikspielstätten, LiveDMA mit Sitz in Nantes, Frankreich.
Er studierte an der BTU Cottbus-Senftenberg und erlangte in Cottbus einen Abschluss in World Heritage Studies (M.A.) mit einem Schwerpunkt in marinen Naturschutz sowie Forschungstätigkeiten im Stadtmanagement von Welterbe-Städten.
Seit 2016 ist Wohlrabe Mitglied im Vorstand des im Jahr 2012 gegründeten Bundesverbands LiveMusikKommission e.V. (LiveKomm), dem Verband der Musikspielstätten in Deutschland e.V. und dort insbesondere im Arbeitskreis Politik/Strategie und als Mitbegründer und stellvertretender Sprecher im Arbeitskreis Kulturraumschutz aktiv. Im gleichen Jahr war er in der Clubcommission Co-Initiator des internationalen Nachtleben Konferenz Formats Stadt Nach Acht  und fungiert seitdem als deren Direktor und Kurator sowie Moderator verschiedener Fachbereiche auf der Konferenz. Seit 2021 verantwortet Wohlrabe zusammen mit seinem Partner die Konferenz Stadt Nach Acht des Bundesverbandes LiveKomm.